# Giải BAFTA cho phim hay nhất
Giải BAFTA cho phim hay nhất (tiếng Anh: BAFTA Award for Best Film) là một hạng mục của giải thưởng Điện ảnh Viện Hàn lâm Anh quốc do Viện Hàn lâm Nghệ thuật Điện ảnh và Truyền hình Anh Quốc trao tặng thường niên. Danh hiệu bắt đầu được trao từ lễ trao giải BAFTA lần thứ 1 nhằm vinh danh những tác phẩm điện ảnh hay nhất từ năm 1947, nhưng đến năm 1969 giải đổi tên thành Giải BAFTA cho phim hay nhất từ bất cứ nguồn nào. Những bộ phim từ bất kì quốc gia nào đều có thể giành đề cử, mặc dù những phim của Anh cũng có thể được công nhận ở hạng mục phim Anh hay nhất, còn những tác phẩm ngoại ngữ có thể được xướng tên ở hạng mục phim không nói tiếng Anh hay nhất (từ năm 1983). Vì vậy có rất nhiều trường hợp có thể giành hai đề cử trong những hạng mục trên.

## Danh sách cụ thể

### Thập niên 2010
| Hạng mục      | Tác phẩm                                        | Đạo diễn              | Người đề cử                                                                            | Quốc gia                    |
| ------------- | ----------------------------------------------- | --------------------- | -------------------------------------------------------------------------------------- | --------------------------- |
| 2010 (64)     |                                                 |                       |                                                                                        |                             |
| Phim hay nhất | The King's Speech                               | Tom Hooper            | Iain Canning, Emile Sherman, Gareth Unwin                                              | Anh Quốc                    |
| Phim hay nhất | Thiên nga đen                                   | Darren Aronofsky      | Darren Aronofsky, Scott Franklin, Mike Medavoy, Arnold Messer, Brian Oliver            | Hoa Kỳ                      |
| Phim hay nhất | Inception                                       | Christopher Nolan     | Christopher Nolan Emma Thomas                                                          | Anh Quốc                    |
| Phim hay nhất | The Social Network                              | David Fincher         | David Fincher, Scott Rudin, Dana Brunetti, Michael De Luca, Ceán Chaffin, Kevin Spacey | Hoa Kỳ                      |
| Phim hay nhất | Báo thù                                         | Joel và Ethan Coen    | Joel và Ethan Coen, Scott Rudin                                                        | Hoa Kỳ                      |
| 2011 (65)     |                                                 |                       |                                                                                        |                             |
| Phim hay nhất | Nghệ sĩ                                         | Michel Hazanavicius   | Thomas Langmann                                                                        | Pháp                        |
| Phim hay nhất | Tình thân                                       | Alexander Payne       | Alexander Payne, Jim Taylor, Jim Burke                                                 | Hoa Kỳ                      |
| Phim hay nhất | Drive                                           | Nicolas Winding Refn  | Adam Siegel, Marc Platt                                                                | Hoa Kỳ                      |
| Phim hay nhất | Người giúp việc                                 | Tate Taylor           | Brunson Green, Chris Columbus, Michael Barnathan                                       | Hoa Kỳ                      |
| Phim hay nhất | Tinker Tailor Soldier Spy                       | Tomas Alfredson       | Tim Bevan, Robyn Slovo, Eric Fellner                                                   | Anh Quốc Pháp Đức           |
| 2012 (66)     |                                                 |                       |                                                                                        |                             |
| Phim hay nhất | Argo                                            | Ben Affleck           | Grant Heslov, Ben Affleck, George Clooney                                              | Hoa Kỳ                      |
| Phim hay nhất | Những người khốn khổ                            | Tom Hooper            | Tim Bevan, Eric Fellner, Debra Hayward, Cameron Mackintosh                             | Anh Quốc                    |
| Phim hay nhất | Cuộc đời của Pi                                 | Lý An                 | Gil Netter, Lý An, David Womark                                                        | Hoa Kỳ Anh Quốc             |
| Phim hay nhất | Lincoln                                         | Steven Spielberg      | Steven Spielberg, Kathleen Kennedy                                                     | Hoa Kỳ                      |
| Phim hay nhất | 30' sau nửa đêm                                 | Kathryn Bigelow       | Mark Boal, Kathryn Bigelow, Megan Ellison                                              | Hoa Kỳ                      |
| 2013 (67)     |                                                 |                       |                                                                                        |                             |
| Phim hay nhất | 12 năm nô lệ                                    | Steve McQueen         | Brad Pitt, Anthony Katagas, Dede Gardner, Jeremy Kleiner, Steve McQueen                | Anh Quốc Hoa Kỳ             |
| Phim hay nhất | Săn tiền kiểu Mỹ                                | David O. Russell      | Charles Roven, Richard Suckle, Megan Ellison, Jonathan Gordon                          | Hoa Kỳ                      |
| Phim hay nhất | Captain Phillips                                | Paul Greengrass       | Scott Rudin, Dana Brunetti, Michael De Luca                                            | Hoa Kỳ                      |
| Phim hay nhất | Cuộc chiến không trọng lực                      | Alfonso Cuarón        | Alfonso Cuarón, David Heyman                                                           | Anh Quốc Hoa Kỳ             |
| Phim hay nhất | Philomena                                       | Stephen Frears        | Gabrielle Tana, Steve Coogan, Tracey Seaward                                           | Anh Quốc                    |
| 2014 (68)     |                                                 |                       |                                                                                        |                             |
| Phim hay nhất | Thời thơ ấu                                     | Richard Linklater     | Richard Linklater, Cathleen Sutherland                                                 | Hoa Kỳ                      |
| Phim hay nhất | Birdman or (The Unexpected Virtue of Ignorance) | Alejandro G. Iñárritu | Alejandro G. Iñárritu, John Lesher, James W. Skotchdopole                              | Hoa Kỳ                      |
| Phim hay nhất | The Grand Budapest Hotel                        | Wes Anderson          | Wes Anderson, Scott Rudin, Steven Rales, Jeremy Dawson                                 | Hoa Kỳ Anh Quốc Đức         |
| Phim hay nhất | The Imitation Game                              | Morten Tyldum         | Nora Grossman, Ido Ostrowsky, Teddy Schwarzman                                         | Anh Quốc                    |
| Phim hay nhất | Thuyết yêu thương                               | James Marsh           | Tim Bevan, Eric Fellner, Lisa Bruce, Anthony McCarten                                  | Anh Quốc                    |
| 2015 (69)     |                                                 |                       |                                                                                        |                             |
| Phim hay nhất | Người trở về từ cõi chết                        | Alejandro G. Iñárritu | Steve Golin, Alejandro G. Iñárritu, Arnon Milchan, Mary Parent, Keith Redmon           | Hoa Kỳ                      |
| Phim hay nhất | The Big Short                                   | Adam McKay            | Dede Gardner, Jeremy Kleiner, Brad Pitt                                                | Hoa Kỳ                      |
| Phim hay nhất | Người đàm phán                                  | Steven Spielberg      | Kristie Macosko Krieger, Marc Platt, Steven Spielberg                                  | Hoa Kỳ                      |
| Phim hay nhất | Carol                                           | Todd Haynes           | Elizabeth Karlsen, Christine Vachon, Stephen Woolley                                   | Anh Quốc                    |
| Phim hay nhất | Spotlight                                       | Tom McCarthy          | Blye Pagon Faust, Steve Golin, Nicole Rocklin, Michael Sugar                           | Hoa Kỳ                      |
| 2016 (70)     |                                                 |                       |                                                                                        |                             |
| Phim hay nhất | Những kẻ khờ mộng mơ                            | Damien Chazelle       | Fred Berger, Jordan Horowitz, Marc Platt                                               | Hoa Kỳ                      |
| Phim hay nhất | Cuộc đổ bộ bí ẩn                                | Denis Villeneuve      | Dan Levine, Shawn Levy, David Linde, Aaron Ryder                                       | Hoa Kỳ                      |
| Phim hay nhất | I, Daniel Blake                                 | Ken Loach             | Rebecca O'Brien                                                                        | Anh Quốc Pháp Bỉ            |
| Phim hay nhất | Manchester by the Sea                           | Kenneth Lonergan      | Lauren Beck, Matt Damon, Chris Moore, Kimberly Steward, Kevin J. Walsh                 | Hoa Kỳ                      |
| Phim hay nhất | Moonlight                                       | Barry Jenkins         | Dede Gardner, Jeremy Kleiner, Adele Romanski                                           | Hoa Kỳ                      |
| 2017 (71)     |                                                 |                       |                                                                                        |                             |
| Phim hay nhất | Three Billboards: Truy tìm công lý              | Martin McDonagh       | Graham Broadbent, Pete Czernin, Martin McDonagh                                        | Anh Quốc Hoa Kỳ             |
| Phim hay nhất | Call Me by Your Name                            | Luca Guadagnino       | Emilie Georges, Luca Guadagnino, Marco Morabito, Peter Spears                          | Hoa Kỳ Ý Pháp Brazil        |
| Phim hay nhất | Giờ đen tối                                     | Joe Wright            | Tim Bevan, Lisa Bruce, Eric Fellner, Anthony McCarten, Douglas Urbanski                | Anh Quốc                    |
| Phim hay nhất | Cuộc di tản Dunkirk                             | Christopher Nolan     | Christopher Nolan, Emma Thomas                                                         | Anh Quốc Hoa Kỳ Pháp Hà Lan |
| Phim hay nhất | Người đẹp và thủy quái                          | Guillermo del Toro    | Guillermo del Toro, J. Miles Dale                                                      | Hoa Kỳ                      |
| 2018 (72)     |                                                 |                       |                                                                                        |                             |
| Phim hay nhất | Roma                                            | Alfonso Cuarón        | Alfonso Cuarón, Gabriela Rodriguez, Nicolas Celis                                      | Mexico Hoa Kỳ               |
| Phim hay nhất | BlacKkKlansman                                  | Spike Lee             | Jason Blum, Spike Lee, Raymond Mansfield, Sean McKittrick, Jordan Peele, Shaun Redick  | Hoa Kỳ                      |
| Phim hay nhất | The Favourite                                   | Yorgos Lanthimos      | Cecil Dempsey, Ed Guiney, Lee Magiday, Yorgos Lanthimos                                | Ireland Anh Quốc Hoa Kỳ     |
| Phim hay nhất | Green Book                                      | Peter Farrelly        | Jim Burke, Brian Hayes Currie, Peter Farrelly, Nick Vallelonga, Charles B. Wessler     | Hoa Kỳ                      |
| Phim hay nhất | Vì sao vụt sáng                                 | Bradley Cooper        | Bill Gerber, Lynette Howell Taylor                                                     | Hoa Kỳ                      |
| 2019 (73)     |                                                 |                       |                                                                                        |                             |
| Phim hay nhất | 1917                                            | Sam Mendes            | Pippa Harris, Callum McDougall, Sam Mendes, Jayne-Ann Tenggren                         | Liên hiệp Anh Mỹ            |
| Phim hay nhất | Người đàn ông Ireland                           | Martin Scorsese       | Robert De Niro, Jane Rosenthal, Martin Scorsese, Emma Tillinger Koskoff                | Mỹ                          |
| Phim hay nhất | Joker                                           | Todd Phillips         | Bradley Cooper, Todd Phillips, Emma Tillinger Koskoff                                  | Mỹ                          |
| Phim hay nhất | Chuyện ngày xưa ở... Hollywood                  | Quentin Tarantino     | David Heyman, Shannon McIntosh, Quentin Tarantino                                      | Mỹ Liên hiệp Anh            |
| Phim hay nhất | Ký sinh trùng                                   | Bong Joon-ho          | Bong Joon-ho, Kwak Sin-ae                                                              | Hàn Quốc                    |